# Tom's Guide
Tom’s Guide est un site web traitant des nouvelles technologies, de l’informatique et de la pop-culture. Le site propose de suivre l’actualité au travers d'actualités quotidiennes, de dossiers, de tests et de guides d’achats. Le site est détenu par la société Galaxie Media.
Selon Nielsen/NetRatings, le site français affichait 3,6 millions de visiteurs uniques en février 2008 en France . Quant à la communauté du site, elle a récemment dépassé la barre du million de membres inscrits.

## Historique
L’histoire de Tom’s Guide débute avec la création du service 3617 ReducMicro par Alfred Vericel. Par la suite il revend le service et avec l’argent récupéré créé le site internet BestofMicro.com en juin 2000. Le site a pour but d’aider les internautes dans leurs choix de produits informatiques.
Après avoir principalement proposé des guides d’achats (après le rachat de BuyCentral en 2002), le site revend BuyCentral à Lycos en 2004 et s’oriente vers l'offre de contenu éditorial.
L’entreprise Bestofmedia, société éditrice de BestofMicro.com rachète à son fondateur Loïc Maillet Infos-du-Net.com en juin 2005. Les deux sites font alors leurs chemins séparément. Après le rachat de TG Publishing, éditeur de Tom’s Hardware, Bestofmedia décide de changer le nom de ses sites pour les mettre sous la marque ‘Tom’s’. En août-septembre 2007, les sites BestofMicro et Infos-du-Net fusionnent pour ne plus former qu’un seul site : Tom’s Guide.
L'ensemble Tom's Guide réalise le plus gros de l'audience des sites internet du groupe en France avec près de 3,675 millions de visites par mois.
En 2013, Tom’s Guide est rachete par TechMediaNetwork (qui change de nom en 2014 pour devenir Purch). Depuis 2018, la version française de Tom’s Guide est éditée par Galaxie Media (ex-purch France).

## Contenu
Le contenu est divisé en plusieurs parties distinctes.
- L’actualité et les dossiers qui proposent de suivre les nouveautés multimédia, hérités de Infos-du-Net.0p
- Une section téléchargement qui propose 15 000 logiciels, héritée d’Infos-du-Net.
- Les Guides d’achats qui permettent de trouver l’équipement adapté à ses besoins, hérités de BestofMicro.
- Les Forums qui permettent de partager sur les logiciels et le matériel multimédia, hérités (en partie) d’Infos-du-Net.i to

## Fréquentation
Début 2008, le site reçoit mensuellement 3,675 millions d’internautes. Le forum comprend plus d’un million de membres, auxquels viennent s’ajouter tous les utilisateurs non enregistrés.